# Браниполе
Брани́поле (болг. Браниполе) — село в Пловдивській області Болгарії. Входить до складу общини Родопи.

## Населення
За даними перепису населення 2011 року у селі проживали 2624 особи.
Національний склад населення села:
| Національність   | Кількість осіб | Відсоток |
| ---------------- | -------------- | -------- |
| болгари          | 1269           | 67,5%    |
| турки            | 602            | 32,0%    |
| не визначились   | 4              | 0,2%     |
| Всього відповіли | 1881           |          |

Розподіл населення за віком у 2011 році:
Динаміка населення: